# حسن حسني الأعرج
حسن حسني الأعرج (1248 - 1316 هـ / 1832 - 1898 م) هو عالم وشاعر ، من أهل الموصل.
هو حسن حسني محمد إسماعيل الأعرج الموصلي. ولد وتعلم في الموصل وأخذ عن والده. تولى منصب القضاء العام في دمشق عام 1886 م، ثم رحل إلى الآستانة ليعمل مفتشًا للأوقاف.

## آثاره
- «شرح الرائية في الحضرة الطائية».
- «شرح البرهان في المنطق».
- «فتح الرحمن بتفسير القرآن» في مجلدين.

و له أيضا قصيدة وبعض المقطوعات وردت في كتاب: «حلية البشر» للبيطار.